# Wola Olszowa
Wola Olszowa – wieś w Polsce położona w województwie kujawsko-pomorskim, w powiecie włocławskim, w gminie Lubień Kujawski.
W latach 1975–1998 miejscowość administracyjnie należała do województwa włocławskiego. Według Narodowego Spisu Powszechnego (III 2011 r.) liczyła 52 mieszkańców. Jest 40. co do wielkości miejscowością gminy Lubień Kujawski.